# Greg P. Russell
Greg P. Russell ist ein US-amerikanischer Tontechniker, der bisher 16 Mal für den Oscar für den besten Ton sowie zahlreiche weitere Preise nominiert war, aber bisher nur einen Daytime Emmy Award gewann.

## Leben
Russell begann seine Karriere als Tontechniker in der Filmwirtschaft Hollywoods 1970 beim Konzertfilm Woodstock und war bisher an der Herstellung von fast 200 Filmen beteiligt. 1989 gewann er seinen bisher einzigen Filmpreis und zwar den Daytime Emmy Award mit Jeffrey J. Haboush für den herausragenden Ton in dem von Columbia Broadcasting System (CBS) produzierten Film Muppet Babies (1984).
Bei der Oscarverleihung 1990 war er erstmals für den Oscar für den besten Ton nominiert und zwar mit Donald O. Mitchell, Kevin O’Connell und Keith A. Wester für Black Rain (1989). Für The Rock – Fels der Entscheidung (1996) erhielt er 1997 mit O’Connell und Wester nicht nur seine zweite Oscarnominierung, sondern wurde mit diesen auch für den Preis der Gilde der Tontechniker (Cinema Audio Society), den CAS-Award, nominiert. Die nächste Oscar-Nominierung für den besten Ton erhielt er mit O’Connell und Art Rochester bei der Oscarverleihung 1998 für Con Air (1997).
Bei der Oscarverleihung 1999 war er gleich zwei Mal nominiert: Einerseits mit Kevin O’Connell und Pud Cusack für Die Maske des Zorro (1998), anderseits mit O’Connell und Keith A. Wester für Armageddon – Das jüngste Gericht (1998). Für beide Filme war er mit O’Connell und Cusack bzw. Wester auch wiederum für den CAS-Award für den besten Ton nominiert. 2001 war er O’Connell und Lee Orloff für den Oscar für den Ton in Der Patriot (2000) nominiert und ebenso wieder mit den beiden anderen für den CAS-Award für herausragende Leistungen beim Ton.
Die nächste Oscar-Nominierung für den besten Ton folgte 2002 mit Peter J. Devin und Kevin O’Connell für Pearl Harbor (2001). Auch für diesen Film erfolgte zugleich eine Nominierung für den CAS-Award. Bei der Oscarverleihung 2003 waren er, O’Connell und Ed Novick für den Oscar für den besten Ton in Spider-Man (2002) nominiert. Auch hierfür folgte zugleich eine Nominierung für den CAS-Award für herausragende Leistungen beim Ton in einem Film. Für den Film Spider-Man 2 (2004) war er ebenfalls mehrfach nominiert: Erstens mit Kevin O’Connell, Jeffrey J. Haboush und Joseph Geisinger für den Oscar 2005, zweitens mit O’Connell, Haboush und Paul N. J. Ottoson für den British Academy Film Award der British Academy of Film and Television Arts (BAFTA), drittens mit O’Connell, Haboush und Geisinger für den CAS-Award 2005 sowie viertens mit O’Connell, Haboush, Ottoson, Geisinger und Susan Dudeck für den besten Tonschnitt bei den Satellite Awards 2004.
Eine nächste Oscar-Nominierung erhielt er abermals mit O’Connell sowie Rick Kline und John Pritchett bei der Oscarverleihung 2006 für Die Geisha (2005). Auch für diesen Film folgte für ihn und die drei anderen Tontechniker eine Nominierung für den CAS-Award. Eine weitere Nominierung erhielt er 2006 bei den Satellite Awards für The Da Vinci Code – Sakrileg (2006) zusammen mit O’Connell und Anthony J. Ciccolini III. 2007 war er mit O’Connell und Fernando Cámara für einen weiteren Oscar für den besten Ton nominiert und zwar diesmal für Apocalypto (2006).
Für Transformers (2007) war er mit Kevin O’Connell und Peter J. Devlin nicht nur 2008 für einen Oscar für den besten Ton, sondern mit den beiden auch für den CAS-Award für herausragende Verdienste beim Ton nominiert. Für den Nachfolgefilm Transformers – Die Rache (2009) war er erneut mehrfach nominiert: Zum einen mit Gary Summers und Geoffrey Patterson für den Oscar für den besten Ton 2010, zum anderen mit diesen für einen weiteren CAS-Award und schließlich für den Preis für den besten Tonschnitt bei den Satellite Awards 2009 mit Ethan Van der Ryn, Erik Aadahl, Patterson und Summers.
Bei der Oscarverleihung 2011 war er für einen weiteren Oscar für den besten Ton nominiert und zwar mit Jeffrey J. Haboush, William Sarokin und Scott Millan für Salt (2010). 2012 folgte seine 15. Nominierung für den Film Transformers 3 (zusammen mit Gary Summers, Jeffrey J. Haboush und Peter J. Devlin). Eine weitere Nominierung folgte für James Bond 007: Skyfall. Bei der Oscarverleihung 2017 war er zunächst für 13 Hours: The Secret Soldiers of Benghazi nominiert; aufgrund eines Regelverstoßes wurde seine Nominierung aber zurückgezogen.